# جون أوغو
جون أوغوشكوو (بالإنجليزية: John Ogu)‏ (و. 1988  م) هو لاعب كرة قدم، من نيجيريا، ولد في لاغوس، يلعب كلاعب وسط لعب سابقاً في نادي العدالة السعودي .

## روابط خارجية
- جون أوغو على موقع الاتحاد الدولي (مؤرشف)  (الإنجليزية)
- جون أوغو على موقع الاتحاد الأوربي (الإنجليزية)
- جون أوغو على موقع قاعدة بيانات كرة القدم.إي يو (الإنجليزية)
- جون أوغو على موقع ناشيونال فوتبول تيمز (الإنجليزية)
- جون أوغو على موقع Soccerway.com (الإنجليزية)
- جون أوغو على موقع عالم كرة القدم.نت (الإنجليزية)
- جون أوغو على موقع AS.com (الإسبانية)